# Курманово (Омская область)
Курманово (тат. Югары Чәбәләк) — деревня в Знаменском районе Омской области. Входит в состав Бутаковского сельского поселения.

## История
Основана в 1626 г. В 1928 г. состояла из 36 хозяйств, основное население — татары. В составе Сибиляковского сельсовета Знаменского района Тарского округа Сибирского края.

## Население
| 1926 | 2002 | 2010 |
| ---- | ---- | ---- |
| 159  | ↘79  | ↘71  |